# Acrotrichis sjobergi
Acrotrichis sjobergi är en skalbaggsart som beskrevs av Sundt 1958. Acrotrichis sjobergi ingår i släktet Acrotrichis, och familjen fjädervingar. Enligt den finländska rödlistan är arten nära hotad i Finland. Arten är reproducerande i Sverige. Artens livsmiljö är moskogar.